# Fundación CARF
La Fundación CARF (Centro Académico Romano Fundación), es una fundación cultural privada de carácter benéfico, nacida en España con el objetivo de apoyar la formación de los seminaristas y sacerdotes católicos en todo el mundo.Los becados estudian en la Universidad Pontificia de la Santa Cruz y en las Facultades de Estudios Eclesiásticos de la Universidad de Navarra.El Patronato de Acción Social de la Fundación realiza actividades anualmente para recaudar fondos para la entidad.

## Historia
San Juan Pablo II había solicitado al beato Álvaro del Portillo —primer sucesor de san Josemaría Escrivá de Balaguer al frente del Opus Dei—, la creación en Roma de una universidad que diese una formación humana, intelectual y espiritual a seminaristas y sacerdotes diocesanos de todo el mundo —más de mil diócesis—, aunque no tuviesen los recursos económicos para pagarlo. El 14 de febrero de 1989 nació el Centro Académico Romano Fundación para ayudar a estos sacerdotes y seminaristas. Con el paso de los años, se empezó a ayudar también a religiosos y religiosas de más de cuatrocientas órdenes religiosas.
En la actualidad, gracias al apoyo de sus benefactoresy amigos, la Fundación CARF ha ayudado a casi 40.000 alumnos de 131 países para que cursen sus estudios universitarios en Roma y Pamplona. Entre los becarios alumni de la Fundación CARF ya hay 134 estudiantes que han sido ordenados obispos y tres creados cardenales.

## Objetivos
Los objetivos de la Fundación CARF son:
- rezar y fomentar las vocaciones de seminaristas, sacerdotes diocesanos, y religiosos.[9][10]
- velar por el buen nombre de los sacerdotes en todo el mundo.
- ayudar en la formación integral de sacerdotes y religiosos para servir mejor a la Iglesia Católica en todo el mundo.

## Donaciones y becas
La Fundación CARF no recibe subvenciones públicas. Los aproximadamente 5.300 donantes anuales, garantizan la independencia y continuidad de la institución.La Fundación CARF se sostiene sobre cuatro patas: los testamentos, herencias y legados;las donaciones periódicas; las donaciones puntuales y las rentas e ingresos derivados del patrimonio.Aproximadamente el ochenta por ciento de los donativos son pequeñas donaciones, de personas que dan entre cinco euros al mes o veinte euros año.
Una ayuda completa de estudios ronda los 18.000 euros. Cada obispo que envía a estudiantes aporta a sus estudios lo que le costaría en su diócesis de origen. Por ejemplo, en los casos de Benín, Nigeria, o Haití, el coste es de cinco o diez euros al mes; en Brasil, oscila entre los 120 y 130 dólares. A lo largo de la historia de la Fundación CARF, se ha ayudado a estudiantes procedentes de 1.100 diócesis y de más de cuatrocientas órdenes religiosas. La Universidad de Navarra y la Universidad Pontificia de Santa Cruz, otorgan las becas y la Fundación CARF financia las ayudas al estudio para que estos estudiantes puedan realizar sus estudios universitarios.
La Fundación CARF impulsa diversas campañas de donaciones con diferentes misiones. A lo largo de 2023, impulsó cuatro: La campaña Dona estuches de vasos sagrados, para que los seminaristas, una vez que se ordenenen sacerdotes puedan celebrar la misa. Se les entrega una mochila, que contiene: vasos sagrados, objetos litúrgicos y un alba a medida tejida a mano por las voluntarias del Patronato de Acción Social; La campaña Legados solidarios y testamentos; La campaña Ayúdanos a sembrar el mundo de sacerdotes; y la campaña Los sacerdotes, la sonrisa de Dios en la tierra: por el que a cada donante cuya aportación supera los 500 € anuales se les asignar un becario, con nombre y apellido, al que irá destinada su ayuda.

## Enlaces externos

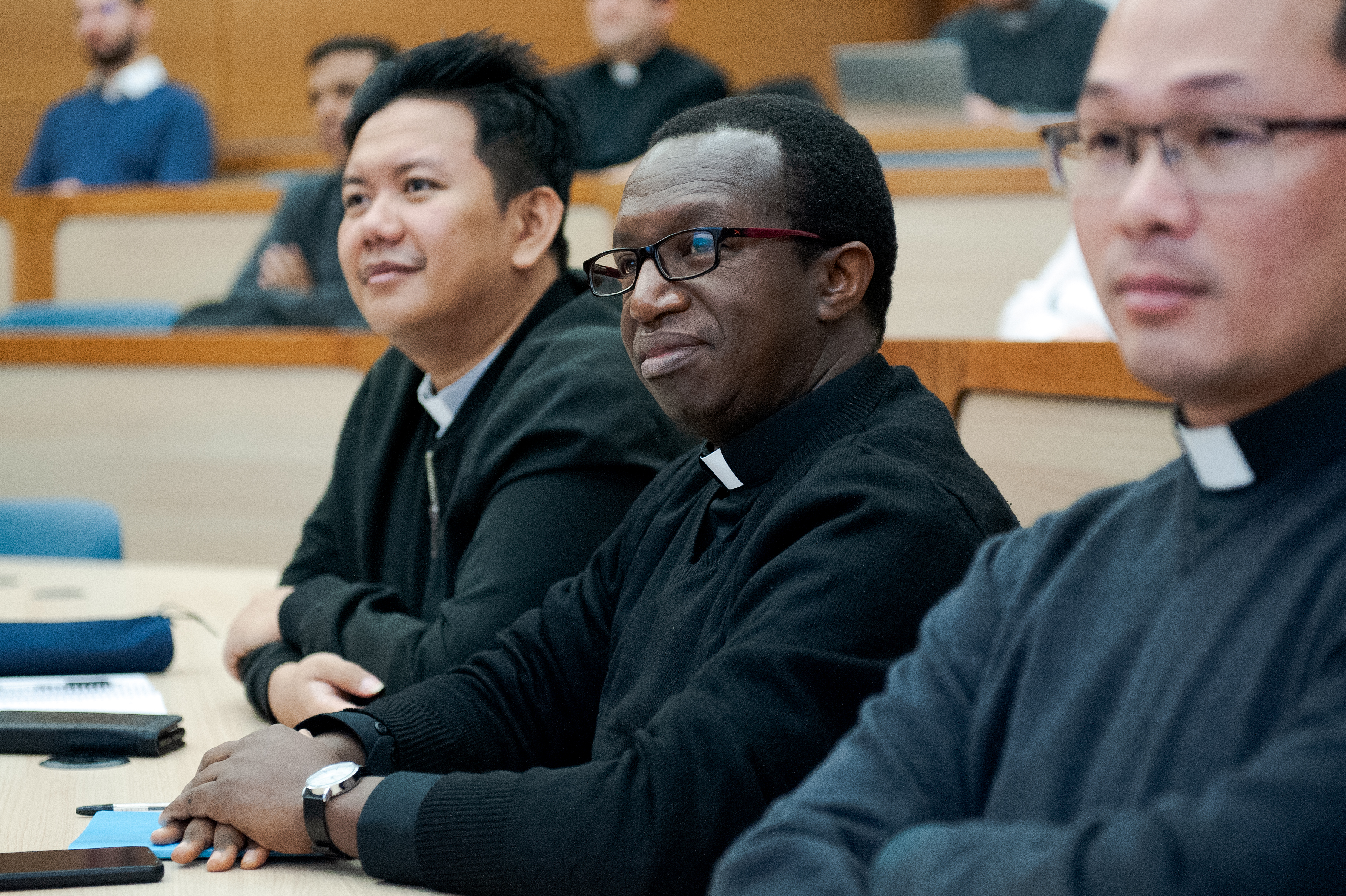
Sacerdotes diocesanos, seminaristas y religiosos de 131 países estudian en la Universidad de Navarra y la Universidad Pontificia de la Santa Cruz